# L'home que podia fer miracles
L'home que podia fer miracles (títol original en anglès, The Man Who Could Work Miracles) és una pel·lícula de comèdia de fantasia britànica de 1937 dirigida per Lothar Mendes i produïda per Alexander Korda. La pel·lícula és protagonitzada per Roland Young amb un repartiment de secundaris que inclou Sir Ralph Richardson. Possiblement la més coneguda de les 20 pel·lícules de Mendes, és una versió ampliada del conte homònim de H. G. Wells de 1898. Wells va treballar en l'adaptació, revisant la trama per reflectir les seves frustracions socialistes amb la classe alta britànica i les creixents amenaces del comunisme i el feixisme a Europa. Ha estat doblada al català.

## Trama
La pel·lícula comença als regnes celestials, amb tres entitats sobrehumanes -déus, o potser àngels- sobre el planeta Terra. Desesperats per aquests "animals" pels que un d'ells continua preocupant-se, els altres dos l'atreuen a dur a terme un experiment per veure si aquestes criatures menors poden manejar el tipus de poder sobre la realitat que els podria fer merèixer arribar a les estrelles. Com a únic límit de l'experiment, els Celestials no permetran cap control sobre el lliure albir d'una persona, tal com ho decreta el seu amo (possiblement Déu). Escollint un subjecte humà a l'atzar, atorguen poders miraculosos gairebé com els seus a George Fotheringay, un ajudant de merceria de classe mitjana anglesa.
En un pub, Fotheringay discuteix amb els seus amics sobre els miracles i la seva impossibilitat. Invoca la seva "voluntat" per forçar un canvi i, sense voler, provoca un miracle; fa girar una llàntia d'oli sense que ningú la toqui i amb la flama encesa constantment cap avall. A casa, fa el mateix truc amb una espelma i passa a fets com aixecar la taula, aixecar el llit, ampliar un extintor d'espelmes a un con pintat de colors brillants i fer aparèixer un gatet a sota i convertir el seu llit en una cornucòpia de fruites i conillets.
Fotheringay fa els seus miracles a la botiga de roba on treballa, com ara fer desaparèixer les pigues d'algú. Quan engega un policia a l'infern, l'home es troba envoltat de flames i fum. Fotheringay, horroritzat per la seva acció no desitjada, fa que el policia es traslladi a San Francisco.
Com que Fotheringay no pot decidir com utilitzar els seus nous poders, es posa en contacte amb el vicari local, el Sr. Maydig, que elabora un pla perquè Fotheringay aboleixi la fam, la pesta, la guerra, la pobresa i la classe dirigent. Fotheringay li fa una mala passada al coronel Winstanley, però quan Winstanley s'assabenta de Fotheringay, es veu desconcertat i amenaçat pels plans del vicari. Winstanley i els seus companys intenten disparar en Fotheringay, però Fotheringay es fa màgicament invulnerable.
En adonar-se que altres, inclòs el vicari, volen explotar-lo per als seus propis fins, Fotheringay decideix no dur a terme el pla del vicari. En canvi, crea un regne passat de moda en el qual és el centre de l'univers. En un atac de pompositat temerària, canvia la casa del coronel en un espectacular palau d'or i marbre. Convoca molta gent al seu palau, on es vesteix de rei i nomena reina a la noia que estima. Mana als líders del món que creïn una utopia, lliure de cobdícia, guerra, pesta, fam, gelosia i treball. Maydig demana a Fotheringay que esperi fins l'endemà, així que Fotheringay compra temps aturant la rotació de la Terra. Tanmateix, això fa que tots els éssers vius i objectes surtin de la superfície de la Terra. La civilització i tota la vida que no sigui Fotheringay s'esborren a mesura que tot el món vola per l'aire i es trenca a trossos.
El desesperat i contrit Fotheringay fa una crida als seus poders per última vegada per tornar el món al seu estat abans d'haver entrat al pub el dia anterior, renunciant al seu poder per fer miracles. Torna a aparèixer al pub, però quan prova el truc de la llum, falla.
Un dels Celestials comenta que tot el que va sortir de l'experiment va ser "negativisme, luxúria i indignació reivindicativa", que és tot el que tenim els humans. El donador del poder defensa que els humans només eren simis ahir i necessiten temps per créixer, i que hi ha una espurna d'indignació contra el mal al cor humà. El que dona poder decideix donar poder a la humanitat lentament i gradualment, permetent que la saviesa i la maduresa segueixin el ritme. Els altres pensen que el resultat final serà el mateix però s'atreveixen a tornar anys després per comprovar-ho ells mateixos.

## Repartiment
- Roland Young com a George Worthington Fotheringay
- Ralph Richardson com el coronel Winstanley
- Edward Chapman com el Major Grigsby
- Ernest Thesiger com el Sr. Maydig
- Joan Gardner com Ada Price
- Sophie Stewart com a Maggie Hooper
- Robert Cochran com a Bill Stoker
- Lady Tree com la mestressa del senyor Grigsby
- Laurence Hanray com el Sr. Bamfylde, London & Essex Bank
- George Zucco com a Moody, el majordom del coronel Winstanley
- Wallace Lupino com a agent de policia Winch (anomenat Wally Lupino)
- Joan Hickson com a Effie Brickman
- Wally Patch com a superintendent de policia Smithelle
- Mark Daly com a Toddy Beamish
- Ivan Brandt com a jugador (un déu)
- George Sanders com a Indiferència (un déu)
- Torin Thatcher com a observador (un déu)

## Recepció
A The Spectator el 1936, Graham Greene va resumir la pel·lícula com "un embolic" i va comentar que "tot l'entreteniment, de vegades la poesia falsa, de vegades la comèdia sense èxit, de vegades la farsa, de vegades la discussió sociològica, [és] sense cap espurna de talent creatiu ni rastre d'habilitat cinematogràfica". Greene va criticar la direcció i la producció com a "xocant [amb] lentitud, vulgaritat [i] excés d'èmfasi", el càsting i la caracterització com a "del tipus bastant equivocat", els efectes especials com a "súper repetitius, […] avorrits" i poc convincent i [apte per] destruir la il·lusió" i la història original de Wells com a "pretensiosa".
Escrivint a The New York Times, Frank Nugent va assenyalar "una fantasia deliciosament humorística amb un toc de sòbria filosofia wellsiana", elogiant l'actuació de Roland Young per haver "descrit el personatge perfectament, dibuixant-lo com un home petit amb una ànima de conill, una imaginació limitada i altres debilitats i virtuts humanes característiques" i concloent que "la direcció de Lothar Mendes ha aconseguit un bon equilibri entre el jocund i el profund. El senyor Wells, en resum, ho està fent bé. en el seu nou mitjà."